# Ulopella aenea
Ulopella aenea är en insektsart som beskrevs av Van Stalle 1983. Ulopella aenea ingår i släktet Ulopella och familjen dvärgstritar. Inga underarter finns listade i Catalogue of Life.